# End user computing
L'end user computing (in italiano calcolo utente finale) è un approccio alla gestione dei sistemi informativi aziendali. 
Nasce alla fine degli anni settanta con l'avvento dei primi personal computer. 
L'elemento fondante dell e.u.c. è che all'utente finale è permesso di sviluppare singole applicazioni per il supporto delle sue specifiche esigenze e per adattare il sistema informativo alle proprie esigenze. 
I maggiori benefici di questo approccio li si ritrovano in una maggiore produttività, in una diminuzione degli arretrati di lavoro e in una migliorata soddisfazione dell'utente.